# 愛知県美術館
愛知県美術館（あいちけんびじゅつかん、英語: Aichi Prefectural Museum of Art、略称：apmoa）は、愛知県名古屋市東区東桜一丁目13番地2号の愛知芸術文化センターにある美術館。

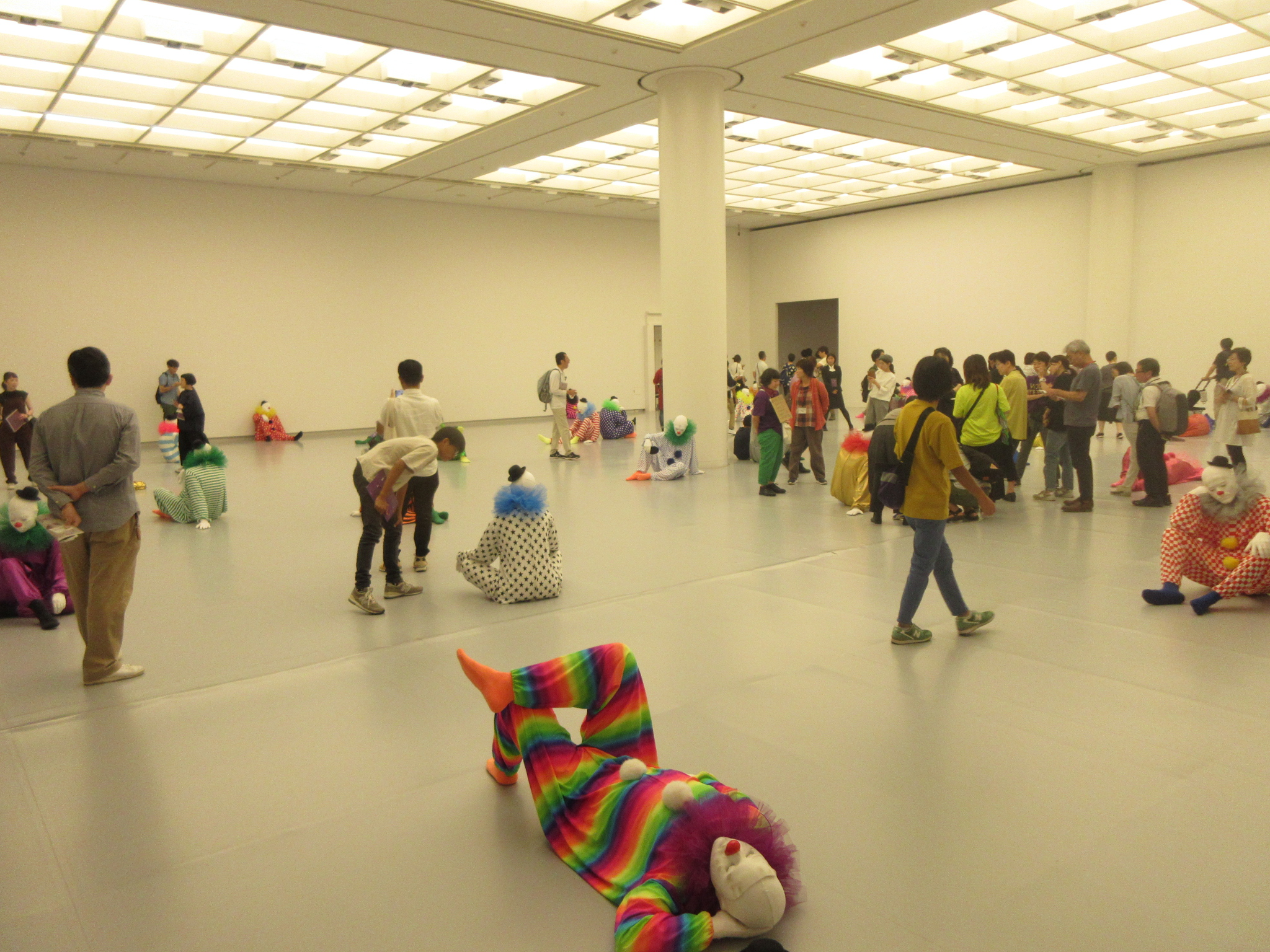
あいちトリエンナーレ2019における愛知県美術館

1955年（昭和30年）2月1日に開館した愛知県文化会館美術館を前身とし、1992年（平成4年）10月30日に開館した。愛知県文化会館美術館は神奈川県立近代美術館に次いで、戦後の日本で2番目に開館した公立美術館である。

## 歴史

### 愛知県文化会館美術館

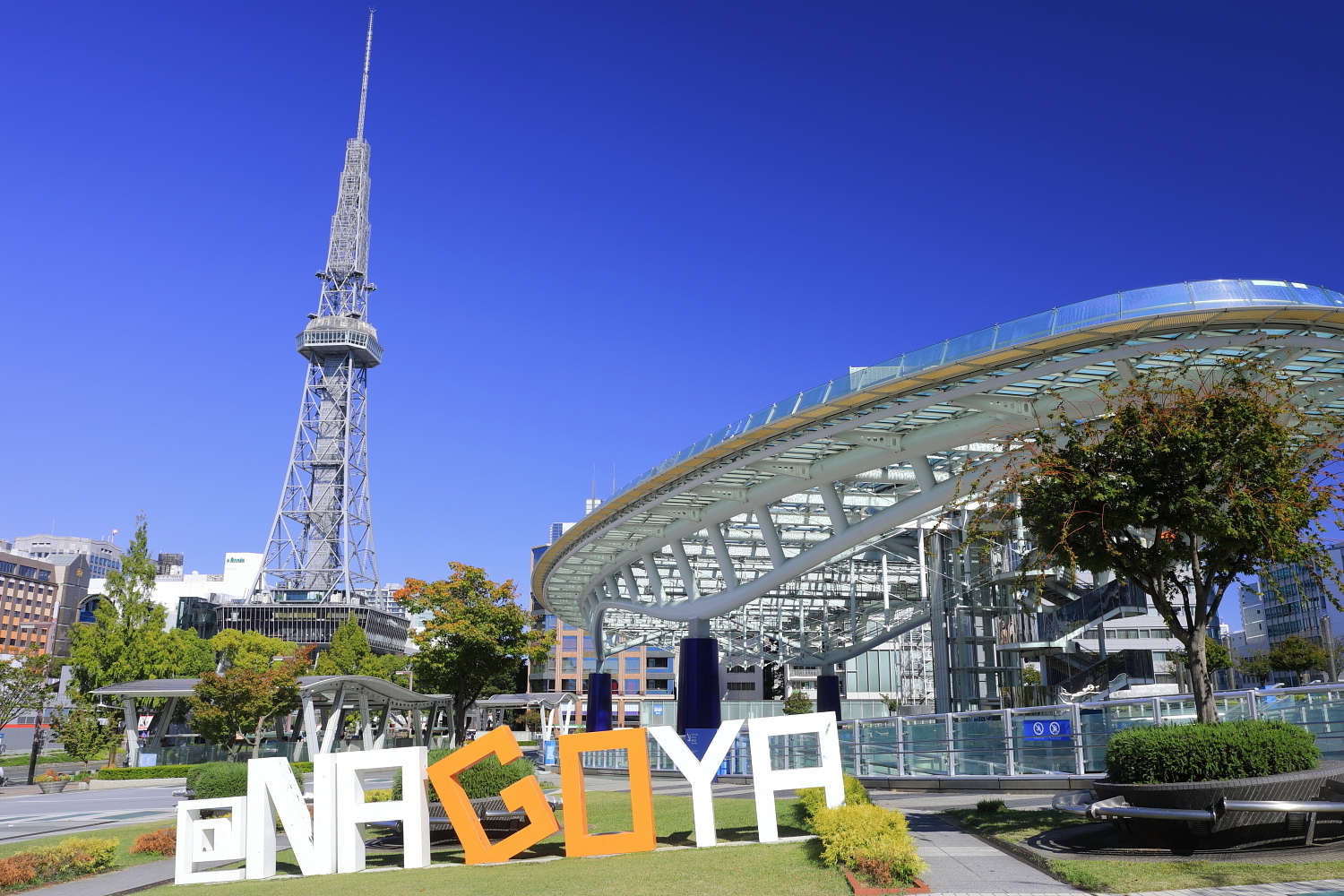
愛知県文化会館跡地にあるオアシス21

1951年（昭和26年）5月には桑原幹根が愛知県知事に就任し、県立図書館や県立美術館を有機的に結合した文化センターの建設を構想した。1952年（昭和27年）4月25日には講和記念事業文化施設基本計画樹立委員会が設置され、各界の有識者による基本的な構想の検討が開始された。
1954年（昭和29年）2月10日に美術館の建設工事に着工し、1955年（昭和30年）1月15日に竣工、同年2月1日に愛知県文化会館美術館が開館した。鉄骨鉄筋コンクリート造2階建であり、延床面積は5,698.35m2である。1959年（昭和34年）5月にはロビーにアントワーヌ・ブールデルによる4基のブロンズ像が置かれ、愛知県文化会館美術館を象徴する展示品となった。
愛知県文化会館はサンフランシスコ講和条約締結の記念事業として建設された施設であり、美術館、講堂、愛知図書館（現・愛知県図書館）を内包していた。愛知県文化会館は今日のオアシス21の場所に所在した。1933年（昭和8年）竣工の名古屋市役所本庁舎、1937年（昭和12年）竣工の名古屋駅とともに、愛知県文化会館は「名古屋において日本近代建築史上に止めるべき3つの建築物」のひとつとされることがある。
その愛知県文化会館に内包される施設の一つとして造られた当美術館は、1951年（昭和26年）に開館した神奈川県立近代美術館に次いで、戦後の日本で2番目に開館した公立美術館である。
愛知県文化会館美術館は中部地方を代表する大規模ギャラリーとされたが、日本の近現代の絵画を中心とする美術品の収集も行っていた。1975年（昭和50年）には移動美術館を初開催し、1979年（昭和54年）には初めて常設展示室を設置した。
1991年（平成3年）9月には閉館記念特別展を開催し、1992年（平成4年）2月には常設展の延べ入場者数が40万人に達した。

### 愛知県美術館
1992年（平成4年）10月30日、愛知芸術文化センター内に愛知県美術館が開館した。1994年（平成6年）10月には「愛知県美術館友の会」が発足した。
2002年（平成14年）4月には博物館法による博物館相当施設に指定された。同年10月には愛知県文化会館跡地にオアシス21がオープンし、オアシス21地下を経由して栄地下街と愛知芸術文化センターが結ばれた。2003年（平成15年）1月には文化庁公開承認施設として承認された。同年4月には美術品収集家の木村定三から木村定三コレクションを受贈し、記念室（現・木村定三コレクション室）を開室した。
あいちトリエンナーレ（2022年以降の名称は国際芸術祭「あいち」）の会場にもなっており、2010年（平成22年）にはあいちトリエンナーレ2010、2013年（平成25年）にはあいちトリエンナーレ2013、2016年（平成28年）にはあいちトリエンナーレ2016、2019年（令和元年）にはあいちトリエンナーレ2019、2022年（令和4年）には国際芸術祭「あいち2022」を開催している。
2017年（平成29年）11月には改修工事実施のための長期休館に入り、2018年（平成30年）11月には8階のギャラリーがリニューアルオープンした。2019年（平成31年）4月には全館がリニューアルオープンした。

## 取り組み

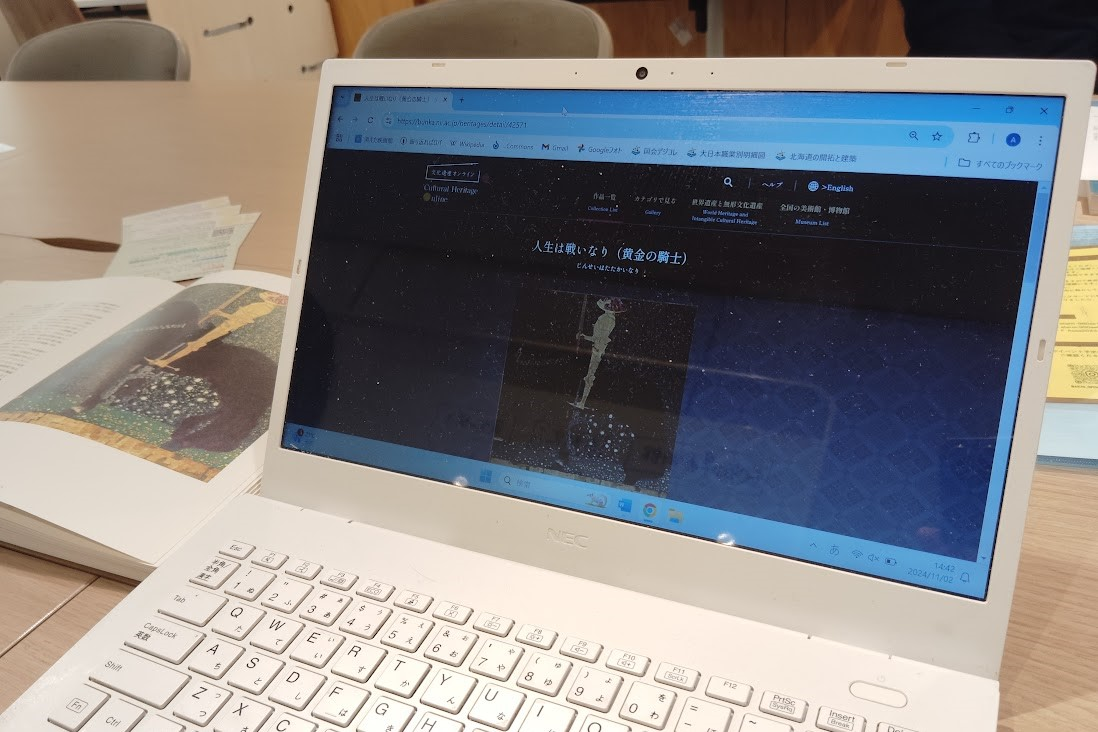
文化遺産オンラインにおけるクリムト『人生は戦いなり（黄金の騎士）』

所蔵作品のデジタルアーカイブに積極的に取り組んでいる。2005年（平成17年）には文化遺産オンラインと、2013年（平成25年）にはGoogle Arts & Cultureと、2020年（令和2年）にはジャパンサーチと、2021年（令和3年）にはアートプラットフォームジャパンとのデータ連携を開始した。
2018年（平成30年）11月26日には、1200点を超すパブリックドメインの作品画像をウェブサイト上でダウンロード可能とした。2024年（令和6年）4月18日、作品に関連するメモ、歴代の所有者、出品された展覧会を示すラベルなどがある場合もある絵画作品の裏面画像の公開を開始した。同年時点で10,088件のデータ件数を持つコレクション検索が可能であり、作品によっては裏面写真やX線写真なども公開している。

## 施設

### 展示室
8階のギャラリーは、展示室10室を有する。面積は県内最大規模の（計3,113m2）。10階の企画・コレクション展示室は、大小8つの性格の異なる展示室を有する。               

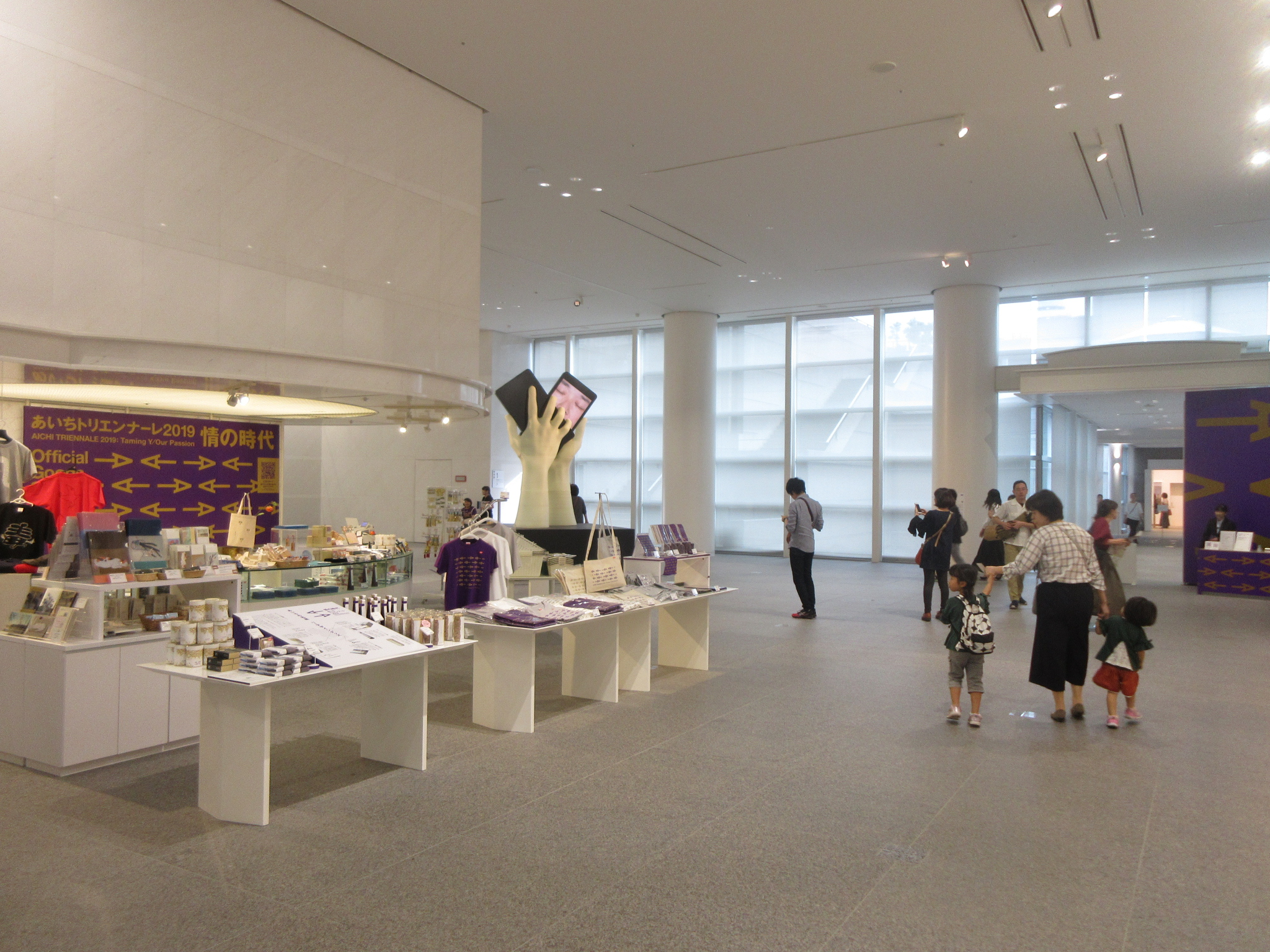
ミュージアムショップ

## 主な収蔵品
国内外の20世紀美術を中心として収集しており、2024年（令和6年）時点で約8700点のコレクションを有している。日本国外の芸術家としてはパブロ・ピカソ、アンリ・マティス、グスタフ・クリムト、日本国内の芸術家としては梅原龍三郎、安井曾太郎、横山大観、菱田春草などの作品を有している。

### 西洋画

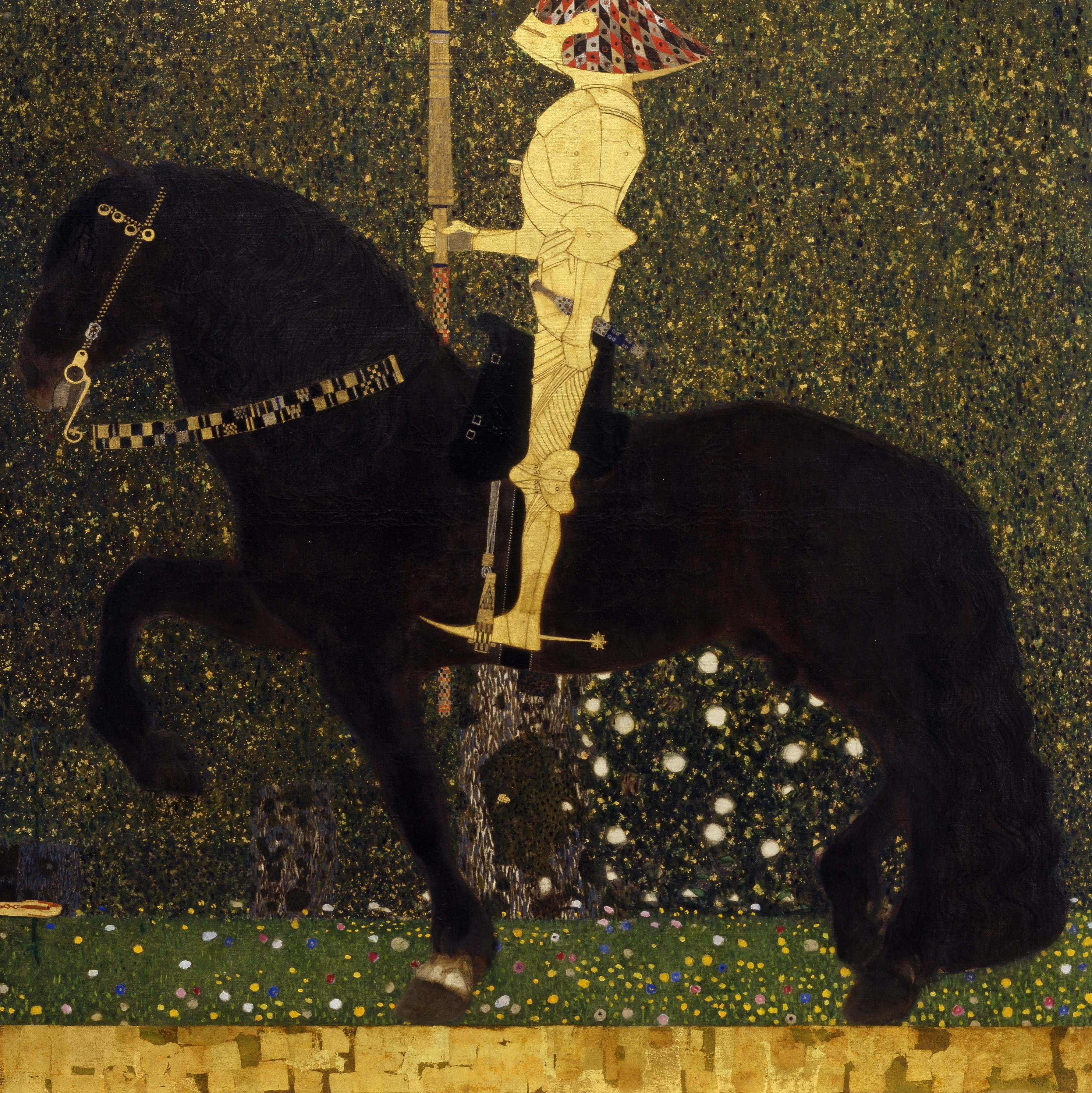
グスタフ・クリムト『人生は戦いなり（黄金の騎士）』

- アンディ・ウォーホル - 「レディース・アンド・ジェントルメン」1975
- ジャック・ヴィヨン - 「存在」1920
- エドゥアール・ヴュイヤール - 「窓辺の女」1898
- マックス・エルンスト - 「ポーランドの騎士」1954
- ジョージア・オキーフ - 「抽象 第6番」1928
- エルンスト・ルートヴィヒ・キルヒナー - 「グラスのある静物」1912
- フランティセック・クプカ - 「灰色と金色の展開」1919
- グスタフ・クリムト - 「人生は戦いなり（黄金の騎士）」1903
- パウル・クレー - 「女の館」1921 「蛾の踊り」1923
- ジム・ダイン - 「芝刈機」1962
- アントニ・タピエス - 「コンポジション」1977
- ジャン・デュビュッフェ - 「二人の脱走兵」1953
- ラウル・デュフィ - 「サンタドレスの浜辺」1906
- ポール・デルヴォー - 「こだま」1943
- ニコラ・ド・スタール - 「コンポジション」1948
- ベン・ニコルソン - 「1933（スペインの絵葉書のあるコラージュ）」1933
- ジャーコモ・バッラ - 「太陽の前を通過する水星（習作）」1914
- ライオネル・ファイニンガー - 「夕暮れの海I」1927
- ルーチョ・フォンターナ - 「空間概念」1960
- サム・フランシス - 「消失に向かう地点の青」1958
- パブロ・ピカソ - 「青い肩かけの女」1902
- ピエール・ボナール - 「子供と猫」c1906「にぎやかな風景」c1913
- アンリ・マティス - 「待つ」1921-22
- アルベール・マルケ - 「ノートルダムの後陣」1902
- ジョアン・ミロ - 「絵画」1925
- アメデオ・モディリアーニ - 「カリアティード」1911-13
- アド・ラインハート - 「No.114」1950
- モーリス・ルイス - 「デルタ・ミュー」1960-61
- フランク・ステラ - 「リヴァー・オブ・ポンズ IV」1969
- バルテュス - 「白馬の上の女性曲馬師」1941[14]
- ジョルジュ・ブラック - 「水浴する女性と３つの果実」1926[15]
- レオノーラ・キャリントン - 「ウルでの狩り」1946[16]

### 日本洋画
- 浅井忠 - 「八王子付近の街」1887
- 上田薫 - 「なま玉子 G」1976
- 梅原龍三郎 - 「横臥裸婦」1908
- 海老原喜之助 - 「雪山と樵」1930
- 尾澤辰夫 - 「鴨」1938

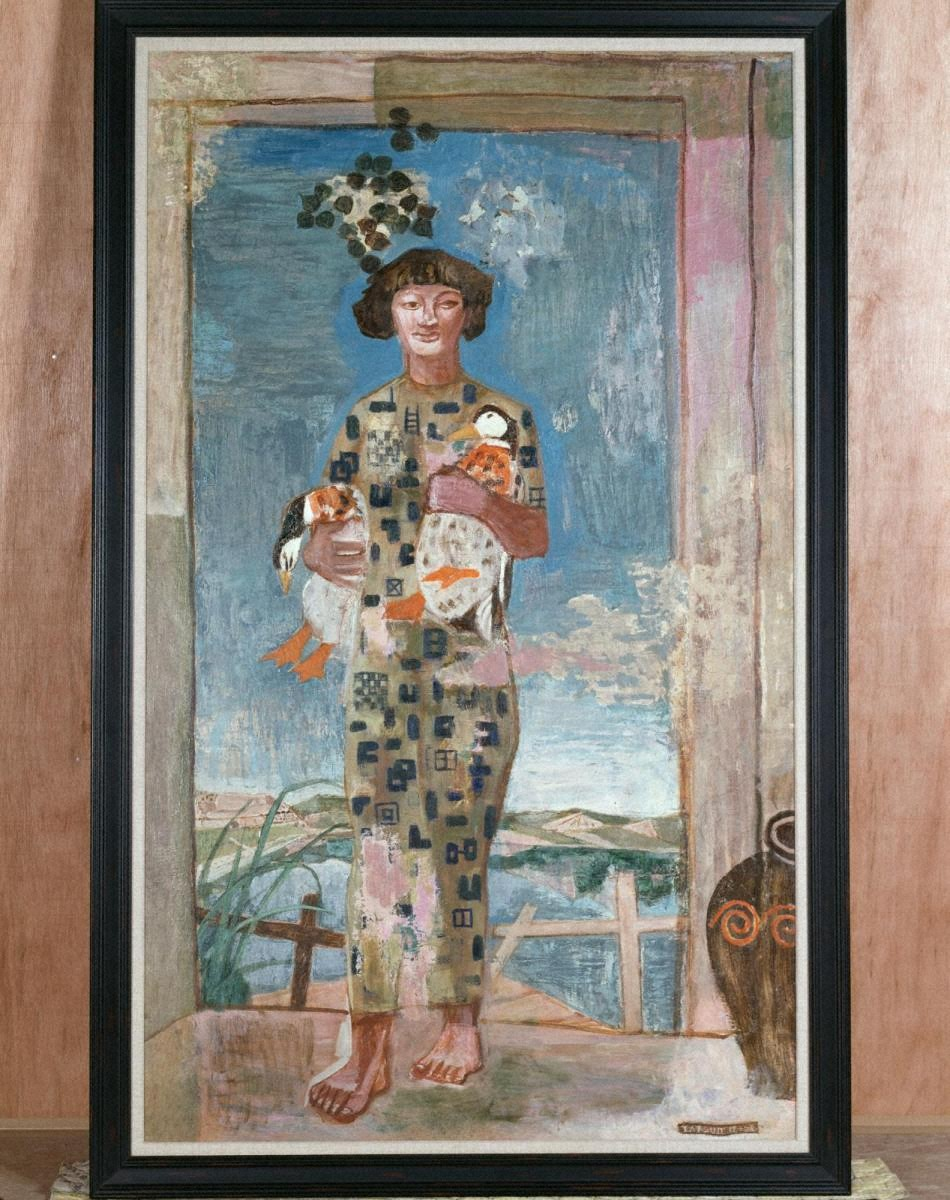
尾澤辰夫『鴨』1938年

- オノサト・トシノブ - 「三つの黒」1958
- 岸田劉生 - 「高須光治君之肖像」1915
- 北川民次 - 「メキシコ三童女」1937
- 黒田清輝 - 「暖き日」1897
- 小出楢重 - 「蔬菜静物」1925
- 古賀春江 - 「夏山」1927
- 杉本健吉 - 「正倉院」1976
- 須田国太郎 - 木村定三コレクション含め13件
- 高橋由一 - 「不忍池」c1880
- 遠山清 - 「食後」1940
- 中村彝 - 「少女裸像」1914
- 長谷川利行 - 「酒売場」1927
- 林武 - 「ノートルダム」1960
- 藤田嗣治 - 「青衣の女」1925
- 前田寛治 - 「褐衣婦人像」1925
- 松下春雄 - 「二人のポーズ」1933
- 安井曽太郎 - 「承徳喇嘛廟」1938

### 日本画
- 伊東深水 - 「大島の黎明」

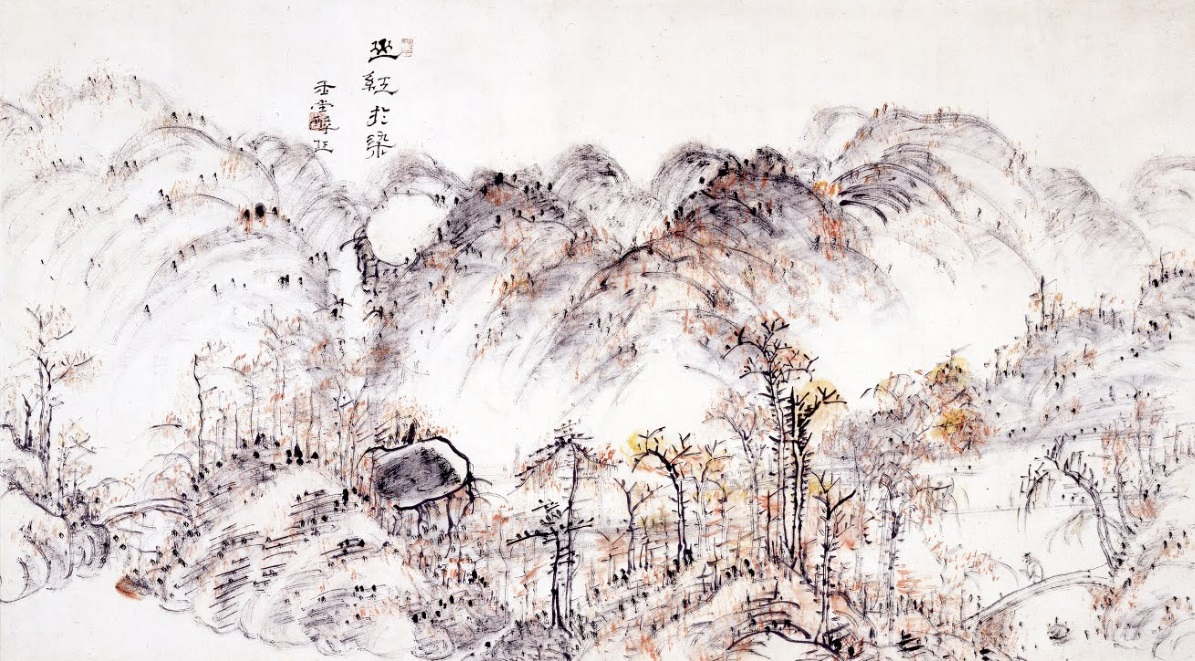
浦上玉堂『山紅於染図』

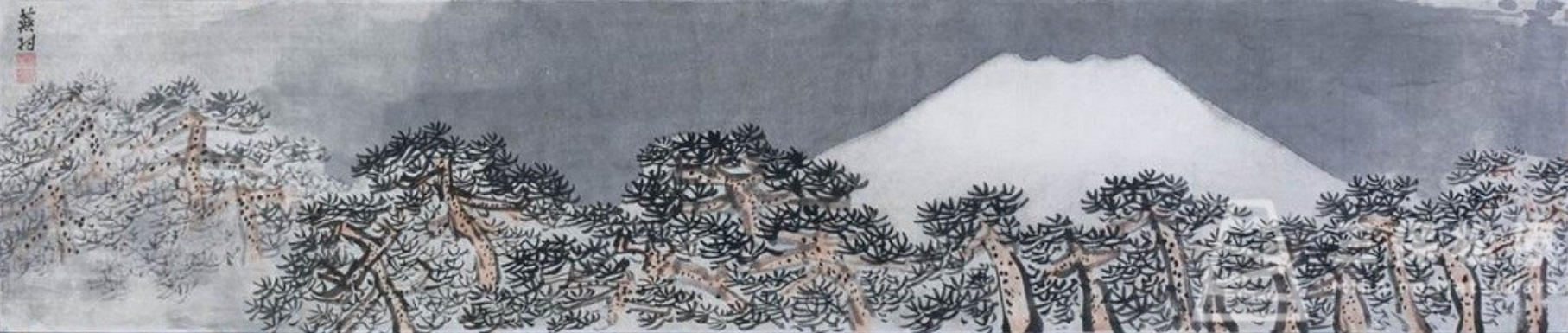
与謝蕪村『富嶽列松図』

- 浦上玉堂 - 「閣日薇陰図」「雲山模糊図」「高下数家図」「月晴山更静独安平遠図」「山紅於染図」（重要文化財）「秋色半分図・酔雲醒月図・山水図・五言絶句」（以上4点一括重要文化財）
- 岩波昭彦 - 「マンハッタン」四曲屏風一隻
- 小川芋銭 - 「カイツブリの雛とカッパ 」
- 加山又造 - 「黒い鳥」
- 川合玉堂 - 「湖畔晩帰」
- 熊谷守一 - 木村定三コレクション含め72件
- 小林古径 - 「洗濯場」 その1・その2
- 佐藤太清 - 「旅の夕暮」
- 竹内栖鳳 - 「狐狸図」
- 土田麦僊 - 「春昼図」
- 富岡鉄斎 - 「虎僊育虎子図」「暁山雲図」
- 中村正義 - 「おねえちゃん」
- 橋本雅邦 - 「秋景山水図」
- 速水御舟 - 「西郊小景」
- 東山魁夷 - 「雪の山郷」
- 菱田春草 - 「紅葉山水」
- 平川敏夫 - 「黄山松雨」
- 前田青邨 - 「朝鮮五題 水汲 」
- 村上華岳 - 「散華」「草と虫図」
- 安田靫彦 - 「月の兎」
- 山本丘人 - 「幻雪」
- 横山大観 - 「飛泉」
- 与謝蕪村 - 「盆踊り図」「富嶽列松図」（重要文化財）

### 陶磁器
- 長次郎作
  - 黒楽 筒茶碗 銘「苔清水」
  - 志野茶碗（桃山時代） 銘「鵬」
  - 黒織部茶碗（桃山時代） 銘「菱餅」

### その他
- 紺紙銀字華厳経 - 東大寺二月堂焼経

コルネリス・ジットマン『カリブの女』

- ジョルジュ・ミンヌ - 聖遺物箱を担ぐ少年 1897
- オーギュスト・ロダン - 歩く人 1900
- エルンスト・バルラッハ - 忘我 1911 - 12
- ヴィルヘルム・レームブルック - 立ち上がる青年 1913
- ケーテ・コルヴィッツ - 恋人たちII 1913
- ハンス・アルプ -  森 1917頃
- コルネリス・ジットマン（英語版）「カリブの女」1983（屋外展示場に展示）

### 特筆するコレクション
- 木村定三コレクション（約3000点） - 名古屋市出身の美術品収集家である木村定三やその遺族から、浦上玉堂や与謝蕪村などの江戸絵画、小川芋銭や熊谷守一などの近代日本絵画、更には陶磁器、仏教彫刻、考古遺物など、重要文化財3件（6点）を含む約3000点を寄贈され、木村定三コレクションとしてまとめられていた。
- 藤井達吉コレクション（約1500点）

## 指定文化財

### 重要文化財（国指定）
- 紙本著色山紅於染図 - 浦上玉堂筆
- 紙本墨画淡彩秋色半分図・紙本墨画淡彩酔雲醒月図・紙本墨画山水図・五言絶句 - 浦上玉堂筆
- 紙本墨画淡彩富嶽列松図 - 与謝蕪村筆

## 歴代館長
- 初代：浅野徹 - 1992年（平成4年）就任。1998年（平成10年）退任。
- 2代：長谷川三郎 - 1998年（平成10年）就任。2003年（平成15年）退任。
- 3代：市川政憲 - 2003年（平成15年）就任。2007年（平成19年）退任。
- 4代：牧野研一郎 - 2007年（平成19年）就任。2011年（平成23年）退任。
- 5代：村田眞宏 - 2011年（平成23年）就任。2015年（平成27年）退任。
- 6代：島敦彦 - 2015年（平成27年）就任。2017年（平成29年）退任。
- 7代：南雄介 - 2017年（平成29年）就任。2021年（令和3年）退任。
- 8代：拝戸雅彦 - 2021年（令和3年）就任。2024年（令和6年）退任。
- 9代：平瀬礼太 - 2024年（令和6年）就任。

## 交通アクセス
鉄道
- 名古屋市営地下鉄名城線・東山線栄駅から徒歩約3分。
- 名古屋市営地下鉄桜通線・名城線久屋大通駅から徒歩約3分。
- 名鉄瀬戸線栄町駅から徒歩約3分。

バス
愛知県美術館を有する愛知県文化センターが直結するオアシス21の一階はバスターミナルとなっており、名古屋市営バス、名鉄バス、三重交通、JRバスが乗り入れている。
自家用車
- 名古屋高速都心環状線東新町出口から3分。地下に駐車場「アートパーク東海」（512台収納可）有。